# Chalcides pentadactylus
A cobra-de-pernas-pentadáctila (Chalcides pentadactylus) é uma espécie de lagarto da família Scincidae que habita a região dos Gates Ocidentais, na Índia. É um réptil ovovivíparo.